# Hilliard Ensemble

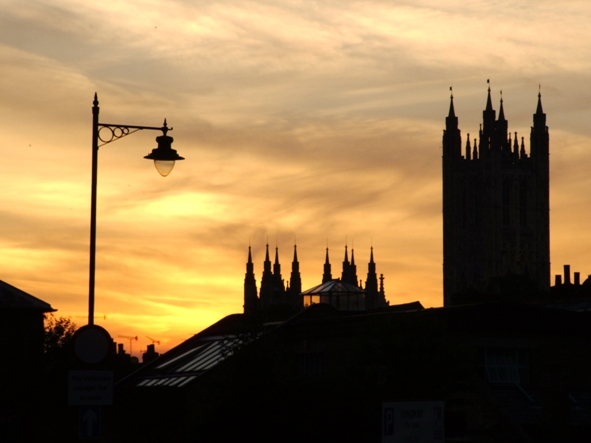
Собор у Кентербері ввечері

 Hilliard Ensemble  (англ. The Hilliard Ensemble) — хоровий квартет з Великої Британії, що спеціалізувався на виконанні старовинних хорових співів.

## Заснування
Квартет виник у 1974 році. (Іноді рік заснування вказують як 1973.) Серед його засновників:
- Пол Хіллер
- Девід Джеймс
- Пол Елліотт.

Назва хорового квартетету походить від англійського імені художника — мініатюриста Ніколаса Хілларда (бл. 1457–1619), який не мав відношення до музики. Назва ансамблю відсилала уяву слухачів до музики західноєвропейського середньовіччя та доби Відродження.

## Репертуар
Попередній репертуар ансамблю дійсно базувався на творах західноєвропейського середньовіччя та Відродження. Але з часом розширився. В концертах почали виконувати твори:
- Генріха Шютца (1585–1672)
- Генрі Перселла (1659–1695)
- Йоганна Себастьяна Баха (1685–1750), які вже не буди митцями середньовіччя.

До виконання були додані також твори композиторів 20 століття, серед яких:
- Гевін Браєрс
- Джон Кейдж
- Гія Канчелі
- Тигран Мансурян
- Голліґер Гайнц
- Вельйо Торміс
- Олена Фірсова.

Найтісніші творчі стосунки склалися у квартету з естонським композитором Арво Пяртом.
Хоровий квартет виступав також разом з оркестрами, серед яких:
- Філадельфійський оркестр
- Симфонічний оркестр ВВС
- Лондонський філармонічний оркестр.

На початку 1990-х років зросла зацікавленість до григоріанського хоралу. Хоровий квартет «Hilliard Ensemble» співав у супроводі саксофону, акомпанував норвезький музи́ка — Ян Гарбарек. Супровід додав співу незвичності і несподіваної виразності, бо то підтримував сам спів, то вів свою партію, то замовкав. Були оприлюдені CD диски «Officium», що мали значну популярність, а їх продаж сягав рівня хітів.
У 1999 році війшов подвійний компакт диск квартету разом з Яном Гарбареком під назвою «Officium Novum».

## Склад хорового квартету
На гастролях у 1990 — ті роки квартет мав такий склад:
- Девід Джеймс (англ. David James)
- Гордон Джонс (англ. Gordon Jones)
- Роджерс Ковей-Крамр (англ. Rogers Covey-Crump)
- Джон Поттер (John Potter)

На гастролях у 2000 — ні роки квартет мав інший склад:
- Девід Джеймс (David James), контртенор
- Роджерс Ковей-Крамр (Rogers Covey-Crump), тенор
- Гордон Джонс (Gordon Jones), баритон
- Стівен Харролд (англ. Steven Harrold), тенор